# 第一次神聖戦争
第一次神聖戦争（ギリシア語: Πρώτος ιερός πόλεμος、紀元前595年-紀元前585年）はデルフォイの隣保同盟とキラとの間で戦われた戦争である。
キラ人がアポロン神をないがしろにしてその聖域を切り取ったため、隣保同盟はキラに対する戦争を決定した。隣保同盟はシキュオンの僭主クレイステネスを司令官とし、アテナイのソロンをその助言者として迎えた。
クレイステネスはキラを包囲したが、神域が海に触れることのない限り、キラの町は征服されないという神託が出たために、内陸に位置するキラの人々は包囲を軽んじていた。そこで（ポリュアイノスによれば）クレイステネス（パウサニアスによればソロンの決定）は町と周辺の土地を全て神に捧げて（法的に）神域が海に触れるようにした。さらに、ソロンは水路を通って町の方に流れていたプレイトス川の流れを一旦変えて敵の水を絶つ手に出たが、キラ人は雨水を使ったためにキラは陥落しなかった。そこで彼はヘレボルスの根を川に入れ、その毒が水に十分にいきわたったのを見ると川を水路に戻した。これを知らずに水を飲んだキラ人はヘレボルスの毒によって下痢に苦しめられ、キラは陥落した（なお、ポリュアイノスはヘレボルスの策を提案したのはエウリュロコスなる将軍としている）。一方、フロンティヌスはクレイステネスがキラの町に入る水道管を切り、その3日後に水道管を修復してヘレボルスの毒を流したとしている。
キラが陥落すると、その一帯は本当に神に捧げられ、市はデルフォイの外港となった。

## 註
1. ↑  パウサニアス, X. 37. 5-6
2. ↑  パウサニアス, X. 37. 6
3. ↑  ポリュアイノス, III. 5
4. ↑  パウサニアス, X. 37. 7
5. ↑  ポリュアイノス, VI. 13
6. ↑  フロンティヌス, III. 7